# Миткова, Светла
Светла Иванова Миткова-Сынырташ (тур. Svetla Ivanova Mitkova-Sınırtaş; род. 17 июня 1964, Медово, Добричская область) — болгарская и турецкая легкоатлетка, специалистка по толканию ядра и метанию диска. Выступала за сборные Болгарии и Турции по лёгкой атлетике в 1981—2001 годах, обладательница бронзовой медали Игр доброй воли, бронзовая призёрка чемпионатов мира и Европы, многократная победительница национальных первенств и международных турниров, участница трёх летних Олимпийских игр.

## Биография
Светла Миткова родилась 17 июня 1964 года в селе Медово, Болгария.
Первого серьёзного успеха на международном уровне добилась в сезоне 1981 года, когда вошла в состав болгарской сборной и выступила на юниорском европейском первенстве в Утрехте, где выиграла бронзовую медаль в толкании ядра и серебряную медаль в метании диска.
В 1983 году метала диск на впервые проводившемся чемпионате мира по лёгкой атлетике в Хельсинки — с результатом 62,06 закрыла десятку сильнейших.
В 1986 году на чемпионате Европы в Штутгарте заняла 12-е место в толкании ядра и пятое место в метании диска.
В 1987 году на домашних соревнованиях в Софии установила свои личные рекорды в толкании ядра и метании диска — 20,91 и 69,72 соответственно. На чемпионате мира в Риме в тех же дисциплинах была девятой и пятой.
В 1988 году в толкании ядра стала четвёртой на чемпионате Европы в помещении в Будапеште, в метании диска получила серебро на Балканских играх в Анкаре. Благодаря череде успешных выступлений удостоилась права защищать честь страны на летних Олимпийских играх в Сеуле — толкала ядро и метала диск, в обоих случаях сумела выйти в финал, показав в итоге десятый и четвёртый результаты соответственно.
В 1989 году в толкании ядра стала серебряной призёркой на чемпионате Балкан в Сере.
На чемпионате мира 1991 года в Токио толкнула ядро на 18,34 метра и заняла десятое место.
В 1992 году на домашнем турнире в Веселиново превзошла всех соперниц и установила личный рекорд в толкании ядра в помещении — 20,13 метра, тогда как на чемпионате Европы в помещении в Генуе завоевала серебряную награду. На Олимпийских играх в Барселоне в финале толкнула ядро на 19,23 метра и стала шестой.
На чемпионате мира 1993 года в Штутгарте была десятой в толкании ядра, а в метании диска в финал не вышла.
В 1994 году в толкании ядра взяла бронзу на чемпионате Европы в помещении в Париже, на Играх доброй воли в Санкт-Петербурге и на чемпионате Европы в Хельсинки.
В 1995 году выиграла серебряную медаль на чемпионате мира в Гётеборге.
В 1996 году принимала участие в Олимпийских играх в Атланте — на предварительном квалификационном этапе толкнула ядро на 17,48 метра, чего оказалось недостаточно для выхода в финал.
В 1997 году была девятой на чемпионате мира в Афинах.
В 1998 году стала седьмой на чемпионате Европы в помещении в Валенсии.
В мае 1999 года Миткова получила турецкое гражданство и стала представлять турецкую национальную сборную под фамилией Сынырташ. Так, она представляла Турцию в толкании ядра на чемпионате мира в Севилье, в финал не вышла.
В 2000 году среди прочего толкала ядро на чемпионате Европы в помещении в Генте.